# کارلو تونیاتی
کارلو تونیاتی (انگلیسی: Carlo Toniatti؛ 1892 – 1968) قایقران روئینگ اهل ایتالیا بود.
وی در مسابقات کشوری و بین‌المللی در مجموع برندهٔ ۱ مدال طلا، ۱ مدال نقره، ۱ مدال برنز شده‌است.